# Liste der Biografien/S
Liste der Biografien |
Portal Biografien |
Personensuche
# |
A |
B |
C |
D |
E |
F |
G |
H |
I |
J |
K |
L |
M |
N |
O |
P |
Q |
R |
S |
T |
U |
V |
W |
X |
Y |
Z |
?
 
Sa |
Sb |
Sc |
Sd |
Se |
Sf |
Sg |
Sh |
Si |
Sj |
Sk |
Sl |
Sm |
Sn |
So |
Sp |
Sq |
Sr |
Ss |
St |
Su |
Sv |
Sw |
Sy |
Sz
Die Liste der Biografien führt alle Personen auf, die in der deutschsprachigen Wikipedia einen Artikel haben. Dieses ist eine Teilliste mit 13 Einträgen von Personen, deren Namen mit dem Buchstaben „S“ beginnt.

## S
- S, Astrid (* 1996), norwegische PopsängerinAstrid S (* 1996)

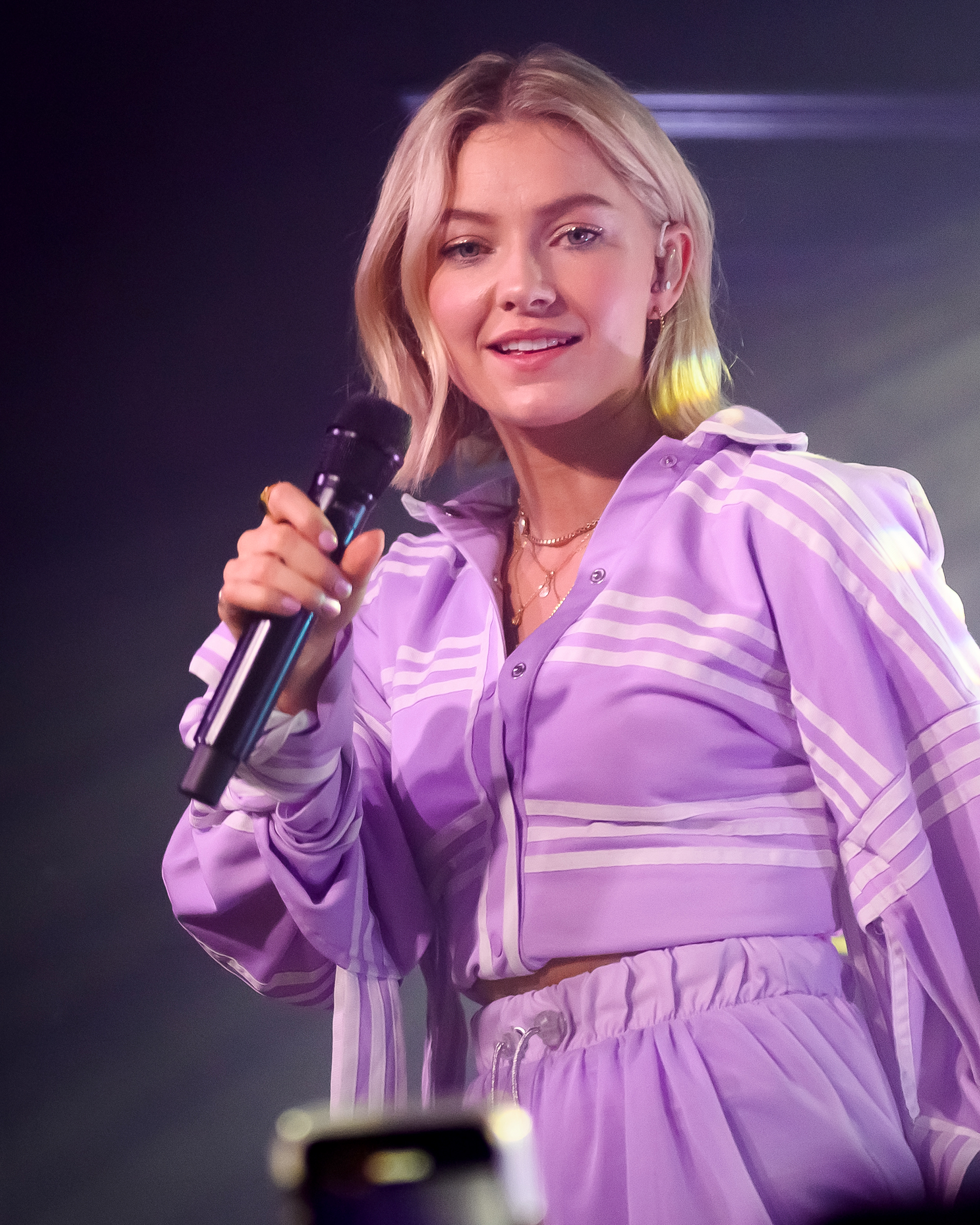
Astrid S (* 1996)

- S-Latef, Zeyn Al-Abidyn (* 1990), polnisch-schwedischer Fußballspieler
- S-Töpfer, attischer Töpfer
- S., Armin, Wertpapierhändler und Kläger gegen BNP Paribas
- S., Franz (1930–2017), österreichischer Mörder
- S., Irene (* 1962), österreichische Sängerin, Schauspielerin und Kabarettistin
- S., Robin (* 1962), US-amerikanische Popsängerin
- S., Svend Otto (1916–1996), dänischer Illustrator und Autor
- S., Tina (* 1999), französische Musikerin
- S., Tuba (* 1981), deutsche Serienmörderin
- S.M., Rosi (1950–2014), deutsche Regisseurin
- S10 (* 2000), niederländische Sängerin und Rapperin
- S3RL (* 1981), australischer Hardcore-DJ, Musikproduzent, Sänger und Musiker